# Apalis kaboboensis
Apális-do-kabobo ou apális-de-itombué (Apalis kaboboensis) é uma espécie de ave da família Cisticolidae.
É endémica da República Democrática do Congo.
Os seus habitats naturais são: regiões subtropicais ou tropicais húmidas de alta altitude.
Está ameaçada por perda de habitat.